# Quinto concerto per orchestra (Petrassi)
Il Quinto concerto per orchestra è una composizione di Goffredo Petrassi scritta nel 1955.

## Storia della composizione
Se nel Quarto Concerto Petrassi aveva mostrato la preferenza verso un timbro omogeneo, conferito da un’orchestra di soli archi, nel successivo Quinto decise di ritornare allo sfarzo coloristico della grande orchestra. Lo stimolo a comporre il nuovo concerto era stato originato dalla richiesta dell’Orchestra Sinfonica di Boston in occasione della celebrazione del proprio 75º anniversario; Petrassi accettò l’incarico di portare a termine la composizione, che fu dedicata alla memoria di Serge Koussevitzky (per ben 25 anni direttore del prestigioso complesso orchestrale statunitense, fino al 1949) e di sua moglie Natalia. La prima esecuzione ebbe luogo a Boston il 2 dicembre 1955 sotto la direzione di Charles Munch. «Opera di vasto impegno e stravolta drammaticità», come la ebbe a definire Roman Vlad, il Quinto Concerto ha segnato indubbiamente una svolta decisiva nella produzione del maestro romano. 
A partire dal secondo dopoguerra, nel linguaggio musicale di Petrassi si verificarono «sostanziali arricchimenti e anche mutamenti più o meno vistosi nei confronti dello stile che aveva caratterizzato le opere del primo periodo della sua attività creatrice». Già in opere come il Magnificat (1940) e Coro di morti (1941) erano comparsi particolari grammaticali nuovi per il compositore in quegli anni, come un graduale aumento dei cromatismi, che arrivavano talvolta a infrangere le strutture modali ed a innestarsi nello spazio dei dodici suoni. È il caso, ad esempio, di alcune battute del Coro di morti in cui un freddo arabesco (quasi un grande punto interrogativo) lambisce tutti i luoghi dell’intero àmbito cromatico. Tale arabesco presenta di già l’apparenza di una serie, benché ad essa non sia stata assegnata l’unificante funzione strutturale che caratterizza il metodo di Arnold Schönberg della «composizione con dodici suoni». Una parte importante del materiale sonoro del Coro di morti si sviluppa per contro a partire dal motivo diatonico enunciato in corrispondenza delle parole «Lieta no … ». È oltremodo significativo che, quando nel 1955 Petrassi ha intrapreso la composizione del Quinto Concerto, egli sia riuscito a trapiantare detto motivo diatonico nel tessuto dodecafonico della nuova opera, arrivando addirittura a farne il cuore stesso dell’organismo musicale del concerto. «L’intima coerenza dello sviluppo dell’arte di Petrassi - conclude Roman Vlad - ne riceve una convincente testimonianza».

## Struttura della composizione
Il Quinto Concerto si suddivide in due distinti movimenti separati, nei quali si avverte il libero scorrere delle idee e dei rapporti strumentali, caratteristico della migliore produzione musicale di Petrassi. L’opera, che si basa su un ristretto numero di elementi germinali di melodia e di ritmo, alterna sviluppi altamente drammatici a episodi in cui non mancano momenti di distensione. In occasione di un’esecuzione del Concerto a Edimburgo, un giornale ne parlò come di un «concerto autobiografico»; quando Luca Lombardi ricordò tale commento all’autore, pur mostrandosi in un primo momento sorpreso di tale asserzione Petrassi rispose: «In realtà, adesso posso dirlo, in ogni Concerto e, credo, forse in ogni opera, c’è l’autobiografia dell’autore».
- I. Molto moderato - Presto

Il primo movimento incomincia con un tremolo sussurrato delle viole, nel quale è difficile riconoscere la prima enunciazione di uno dei due tetracordi fondamentali del Concerto. Così come risulta a malapena percettibile il primo «Lieta no … » annunciato dai tromboni in sordina, mentre invece risalta chiaramente in rilievo la sonorità della nota ostinatamente ripetuta dall’arpa «alla tavola». Il tremolo si trasmette dalle viole ai violini e accenna anch’esso le due linee divergenti del motto «Lieta no … », presto ripreso dalle trombe in sordina che prolungano la divergenza fino a cinque bicordi (essendo l’ultimo di ottava). La brumosa atmosfera iniziale è punteggiata da saltuari interventi dei timpani e costantemente perforata dal secco rintocco dell’arpa. La prima formulazione chiaramente avvertibile (e tre volte ripetuta) del motto è ad opera dei corni in sordina e coincide con il tremolo dei violini primi, divisi, sul ponticello; un breve crescendo culmina con un accento sforzato dei corni, improvvisamente senza sordina, sottolineato dal piatto sospeso suonato con spazzola di metallo. Il motto di «Lieta no … » inizia adesso pianissimo a circolare, ora in una formulazione pentafonica (fagotti), ora limitato ai tre bicordi originari (flauto e ottavino, poi clarinetti, poi violini), mentre i violoncelli in tremolo con l’arco sul ponticello eseguono l’altra figura di quattro note (il tetracordo scarduffato, lo definisce Massimo Mila) che si trasmette successivamente ai contrabbassi, all’arpa ed ai corni. Ma presto i fagotti e poi gli archi, in sezioni successive, riprendono Poco più mosso il motto dei bicordi divergenti. I due elementi vengono a coesistere, in quanto trombe, violoncelli e l’arpa assumono a loro volta l’altra figura di quattro note, ritornando al Tempo I e poi ancora Più mosso, uscendo gradualmente dal basso regime dinamico in cui si era finora attenuata questa introduzione. Le due figure fondamentali emergono a poco a poco più distinte dalla nebbia del pianissimo. Tre accenti sforzato degli archi conducono a un fortissimo sottolineato dalla percussione (timpani, grancassa e piatti). Il fortissimo dura poco e presto si ritorna nell’indistinzione del pianissimo, con fagotti, arpa e archi gravi che riprendono a macinare le quattro note del motto, poi è la volta dell’arpa che interrompe (ma solo per poco) a ripetere la sua nota sorda. In tempo Più mosso e Movendo sempre giù, i clarinetti introducono a loro volta una figura circolare che avrà molta importanza. Assunta dai flauti in tempo di 6/4 (fino a qui si erano alternate le misure di 3/2 e 4/2), questa figura dà il via a un breve Presto di cui quanto precede costituisce la lunga introduzione.  Un passaggio svolazzante di flauti e clarinetti porta a un movimento ritmico dei violini staccato e sottovoce, un ondeggiamento ostinato su due note. Sopra lo sfondo degli archi (in cui si alternano misure di 6/4 e 5/4), flauti e trombe espongono una figura derivata dalla precedente, fatta di accordi oscillanti a due a due, che più avanti i corni ripeteranno in maniera ossessiva, con un effetto quasi canzonatorio.  Il principio di Petrassi del movimento prende adesso il sopravvento sulla stasi dell’introduzione. Il tetracordo «scarduffato» prevale sulla fissità circolare del motto «Lieta no … » . I flauti ricamano arabeschi, mentre i violini descrivono brevi figure spigolose e rimbalzanti. Una di queste figure risponde negli archi fortissimo (con Molto accento) alla proclamazione del motto «Lieta no … », altrettanto fortissimo, degli ottoni, presto echeggiata dai legni. Inizia adesso una sezione del movimento in cui prevale il principio concertante in tutta la sua portata. I legni si producono in arpeggi volanti, mentre i corni ripetono il loro breve inciso di due note oscillanti. Da questo momento di culmine dinamico viene fuori, piano e staccato, il ritmo regolare di violini primi e viole, mentre il movimento generale si allenta in figurazioni lunghe di suoni tenuti dei legni, dei contrabbassi in registro grave e dell’arpa. Il movimento pare spegnersi, quando un sommesso rullo di timpani sale a poco a poco dall’estremo pianissimo a un Crescendo molto, sollecitando la ripresa graduale del movimento. Ma lo slancio è breve; la musica si inceppa senza rallentare ma spezzettandosi di tanto in tanto, fino ad arrivare ad un lieve bicordo dissonante, staccato nei fiati e pizzicato negli archi con cui il movimento si conclude.
- II. Andantino tranquillo - Mosso, con vivacità - Lento e grave

Nel secondo movimento si ha una minore presenza del motto tetrafonico che nel primo assumeva la connotazione di una ostinazione tematica. L’inizio è in tempo Andantino tranquillo nella misura di 3/2, che si alterna di frequente con altre in 4/4 e 5/4.  In principio è il timbro dei legni a prevalere, con i trilli dei clarinetti e dell’oboe che conferiscono alla musica un particolare clima espressivo, quindi tocca al corno inglese prendere il filo del discorso introducendo un tema che Mila chiama «il tema sghimbescio, o strampalato», composto di sei note, a tre per tre, con le prime tre che salgono due ampi intervalli ascendenti di quinta diminuita e di settima minore, mentre le seconde tre al contrario discendono di un intervallo di settima e uno di quarta. La prosecuzione di detto tema è accompagnata da alcuni gruppetti «ornamentali», mentre gli archi introducono a loro volta una figura quasi danzante di note ripetute ora tre, ora quattro, ora cinque volte, in stile umoristico. Nel corso di tale prolungato episodio appare (dapprima a opera di flauti e ottavino, poi dei corni, poi ancora dell’ottavino, poi di clarinetto basso, archi gravi e arpa) una semplicissima frase discendente di quattro note che Mila definisce «il tetracordo filamentoso», destinata ad avere grande importanza in séguito. La frase pare sciogliersi con i trilli dei violini e gli arabeschi dei fagotti, ma si riprende ben presto con gli accordi di ottave diminuite dei violini dopo un rapido inciso di semicrome dei corni. Corno inglese e dopo i clarinetti riprendono a esporre il «tema sghimbescio», in dialogo con i corni che procedono con ritmo motorio in quartine di semicrome. Dai legni il tema passa agli archi che, in tempo Poco più vivo e serrando gradatamente, ne ricavano un episodio per note doppie in moto ondoso di saliscendi che ricorda uno simile nel Quarto Concerto. Dall’Andantino tranquillo si passa al Mosso con vivacità, nel quale il motivo in quartine di semicrome assume una crescente importanza passando dai corni ai legni, mentre i violini primi procedono con ampi intervalli prima di aderire a loro volta al ritmo motorio e di eseguire alcuni flautati arabeschi in saliscendi, con l’accompagnamento del tetracordo «filamentoso» di flauti e ottavino. Le quartine del ritmo motorio, citate isolatamente da oboi, fagotti, trombe, si infittiscono ben presto assumendo un ruolo preponderante, concedendo successivamente uno spazio alla percussione quasi sola (grancassa, cassa chiara, tamburo, piatto sospeso e timpani), sopra lunghi armonici di violini e viole. Il ritmo motorio inizia a declinare, ripartito tra i legni, e segue, in un movimento sempre più rallentato, il tetracordo «filamentoso» suddiviso a sua volta fra i legni e declinante al grave profondissimo con contrabbassi, clarinetto basso e fagotti. Il discorso musicale parrebbe avviato a una progressiva estinzione, quando di colpo riprende vigore, vivacissimo, nel pizzicato degli archi che procedono con grandi balzi in moto contrario sopra lo sfondo della percussione. Il ritmo motorio riprende a procedere con vivacità, sia negli archi che nei fiati, facendo da sostegno a una proclamazione altissima e ritmicamente aumentata del tetracordo «filamentoso» da parte dei flauti. Il movimento delle quartine di semicrome continua a prevalere; un breve Crescendo molto conduce al climax dinamico dell’intero secondo movimento, sottolineato da un colpo di piatti e di tam-tam. In due sole battute il climax cala sensibilmente, gli archi suonano in sordina tenendo lunghi accordi mentre emerge di nuovo per un momento il timbro nasale e orientaleggiante del corno inglese. Inizia un movimento in tempo Lento e grave, dove fa la sua riapparizione la nota sordamente ripetuta dell’arpa alla tavola assieme ai tre bicordi divergenti del motto «Lieta no … ». Ricompare altresì il tremolo degli archi sul ponticello, poi i violini in posizione naturale procedono in linea ascendente con ampi intervalli, mentre i contrabbassi procedono all’incontrario per quattro battute con il motto «Lieta no … », portato a quattro bicordi convergenti anziché divergenti. Il dinamismo motorio viene meno e nell’incrocio integrativo dei violini e delle viole emerge a poco a poco un breve crescendo di tre note che porta in alto una reminiscenza del Tristano, cui fa da sostegno un coro di flauti, oboi e clarinetti. Un brusco e fortissimo insieme di accordi stridenti precede il ritorno dei temi già uditi in precedenza, come il motto dei bicordi divergenti di «Lieta no … » (flauti e ottavino), il tetracordo «scarduffato» fortissimo dei corni, il sordo e monotono rintocco dell’arpa alla tavola cui spetta l’ultima parola insieme con gli archi nel tremolo sussurrato (quattro bicordi divergenti) che cessano di suonare un leggio per volta, fin quando tocca ai primi e secondi violini mettere la parola fine al Concerto.

## Discografia parziale
- Netherlands Radio Symphony Orchestra, Arturo Tamayo (Stradivarius)
- Orchestra Sinfonica di Milano della RAI, Zoltán Peskó (Warner Fonit)